# Vosges saônoises
Cet article concerne la région naturelle, culturelle et son habitat. Pour l'établissement public, voir Pôle d’équilibre territorial et rural du Pays des Vosges Saônoises.
Les Vosges saônoises forment en France un territoire culturellement lié à une économie, à une géographie, à une histoire et à un folklore montagnard axé autour du massif des Vosges. 
Situé dans le nord et l'est du département de la Haute-Saône, en région Bourgogne-Franche-Comté. Il est composé d'un ensemble de montagnes, de collines et de plaines vallonnées appartenant au massif des Vosges au nord et à celui du Jura au sud. Il se prolonge au sud, sur le plateau de la Haute-Saône, et a donné son nom au pays des Vosges saônoises, une structure de regroupement de collectivités locales.
Les Vosges saônoises sont également une région naturelle française qui comprend uniquement la partie nord et montagneuse de la région culturelle.

## Géographie

### Localisation
Les Vosges saônoises sont situées dans le tiers nord-est du département de la Haute-Saône et dans le nord de la région de Bourgogne-Franche-Comté, occupé par la dépression sous-vosgienne et la trouée de Belfort. Cette zone forme un croissant partant de Passavant-la-Rochère et allant en direction de l'est, passant par Saint-Loup-sur-Semouse, Luxeuil, Fougerolles, Ronchamp jusqu'au Territoire de Belfort. Puis l'axe s'infléchit et s'oriente vers le sud jusqu'au département du Doubs passant par Champagney et Villersexel mais en excluant le secteur d'Héricourt qui appartient à la région naturelle de la Trouée de Belfort. La zone est limitée par le Pays de Vesoul à l'ouest, le département des Vosges au nord et le Territoire de Belfort à l'est.

### Topographie
Le paysage est marqué par la limite du massif des Vosges dans le nord, dont les sommets atteignent l'étage collinéen et montagnard mais aussi subalpin pour les points culminants. Les premiers contreforts du massif du Jura sont présents dans le sud, vers Saulnot et Héricourt.

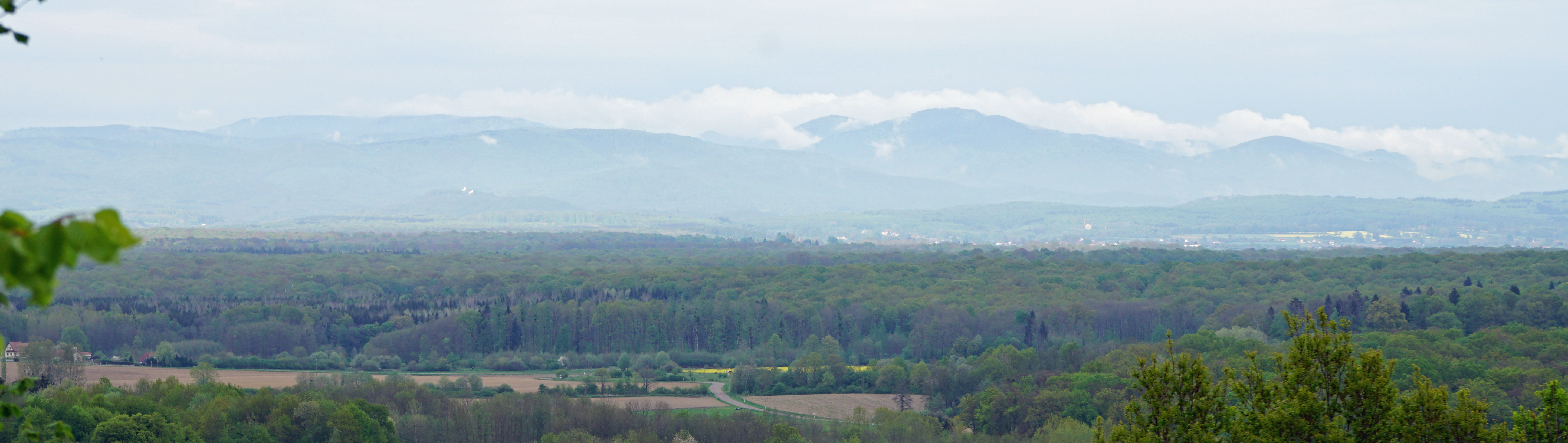
Les Vosges saônoises depuis le mont de Gouhenans.

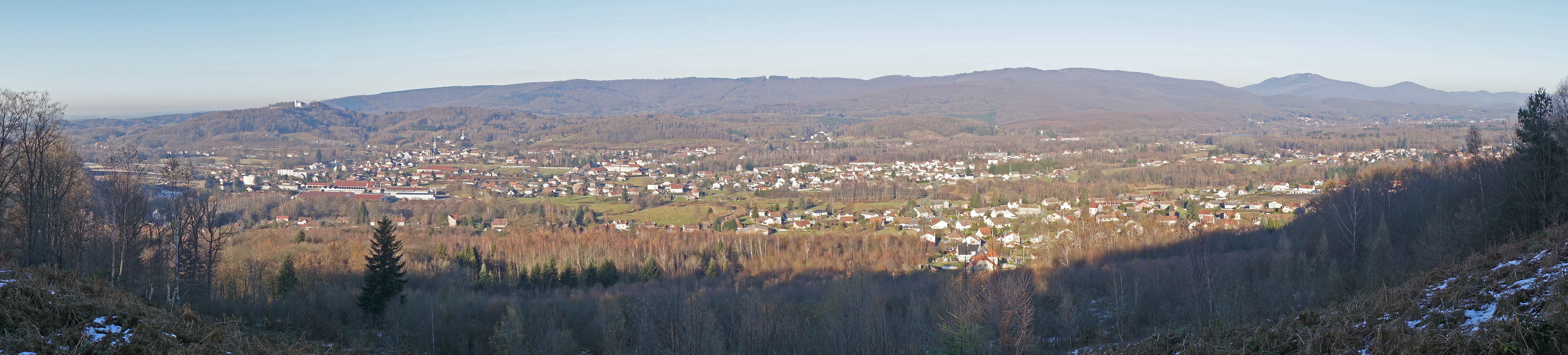
Les Vosges saônoises surplombant Ronchamp et Champagney.

Les principaux sommets sont le ballon de Servance (1 216 mètres), la Planche des Belles Filles (1 148 mètres), le ballon Saint-Antoine (1 128 mètres) pour leur altitude et la colline de Bourlémont (474 mètres) pour son histoire.

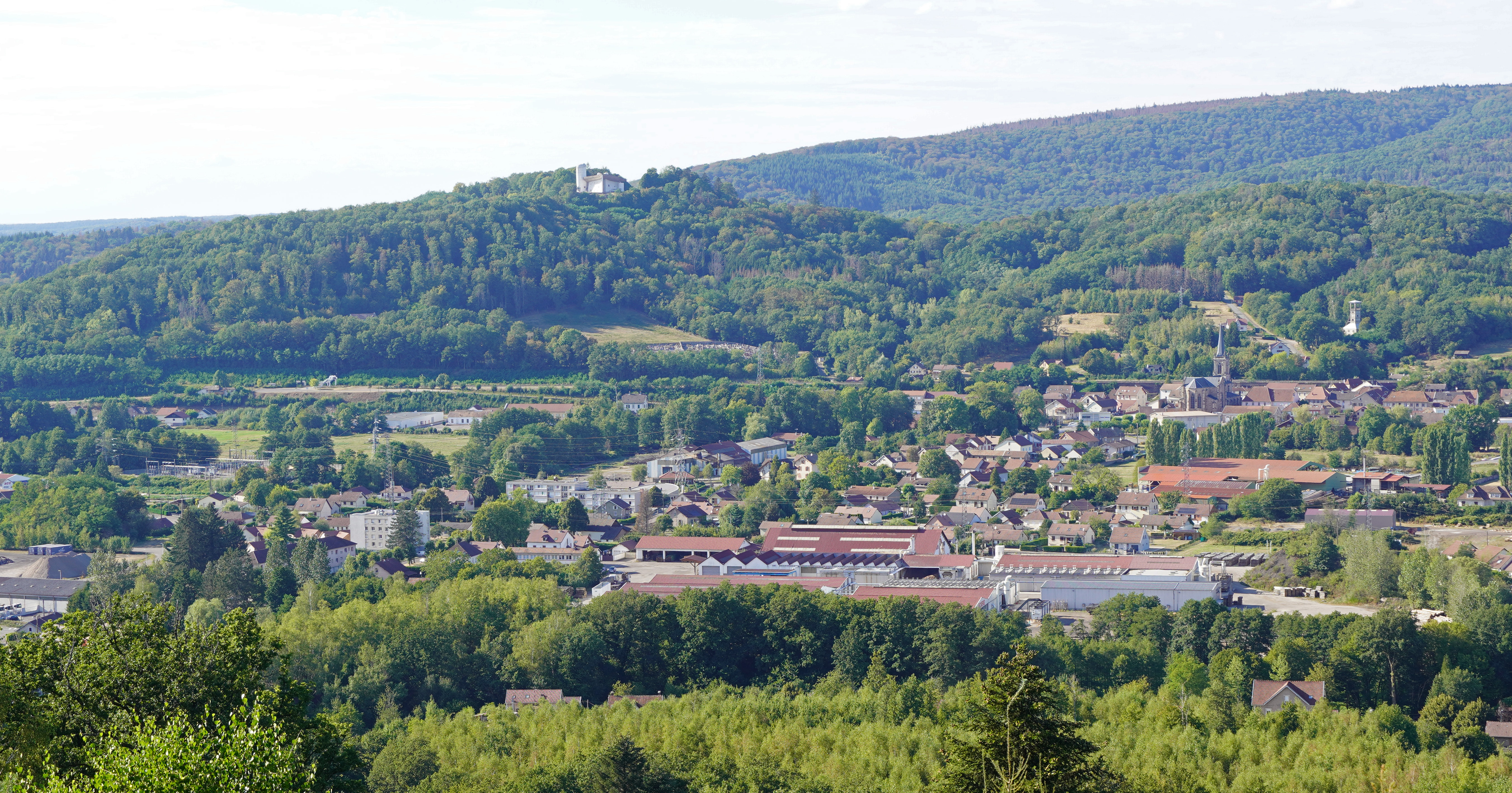
La colline de Bourlémont.
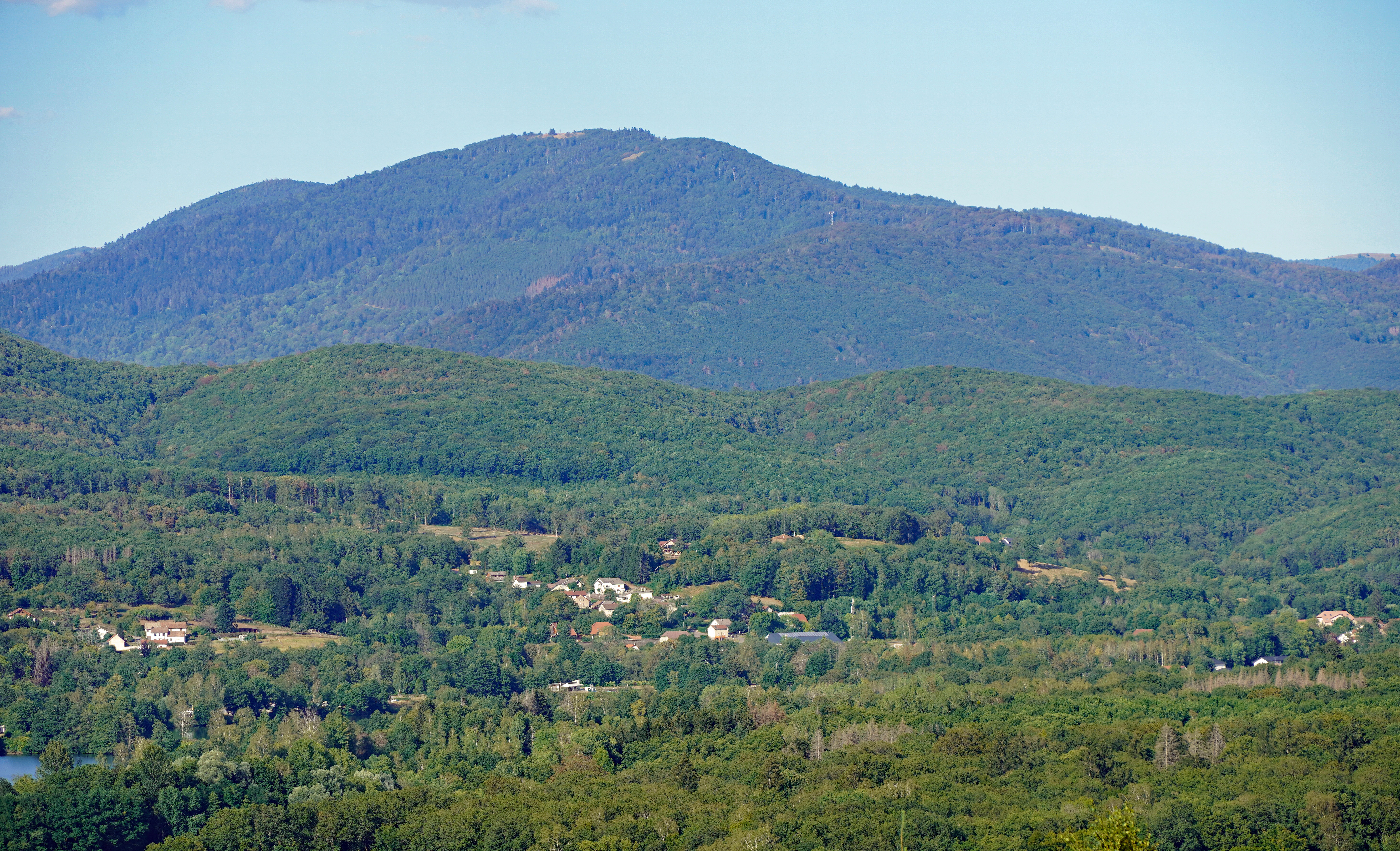
La Planche des Belles Filles.
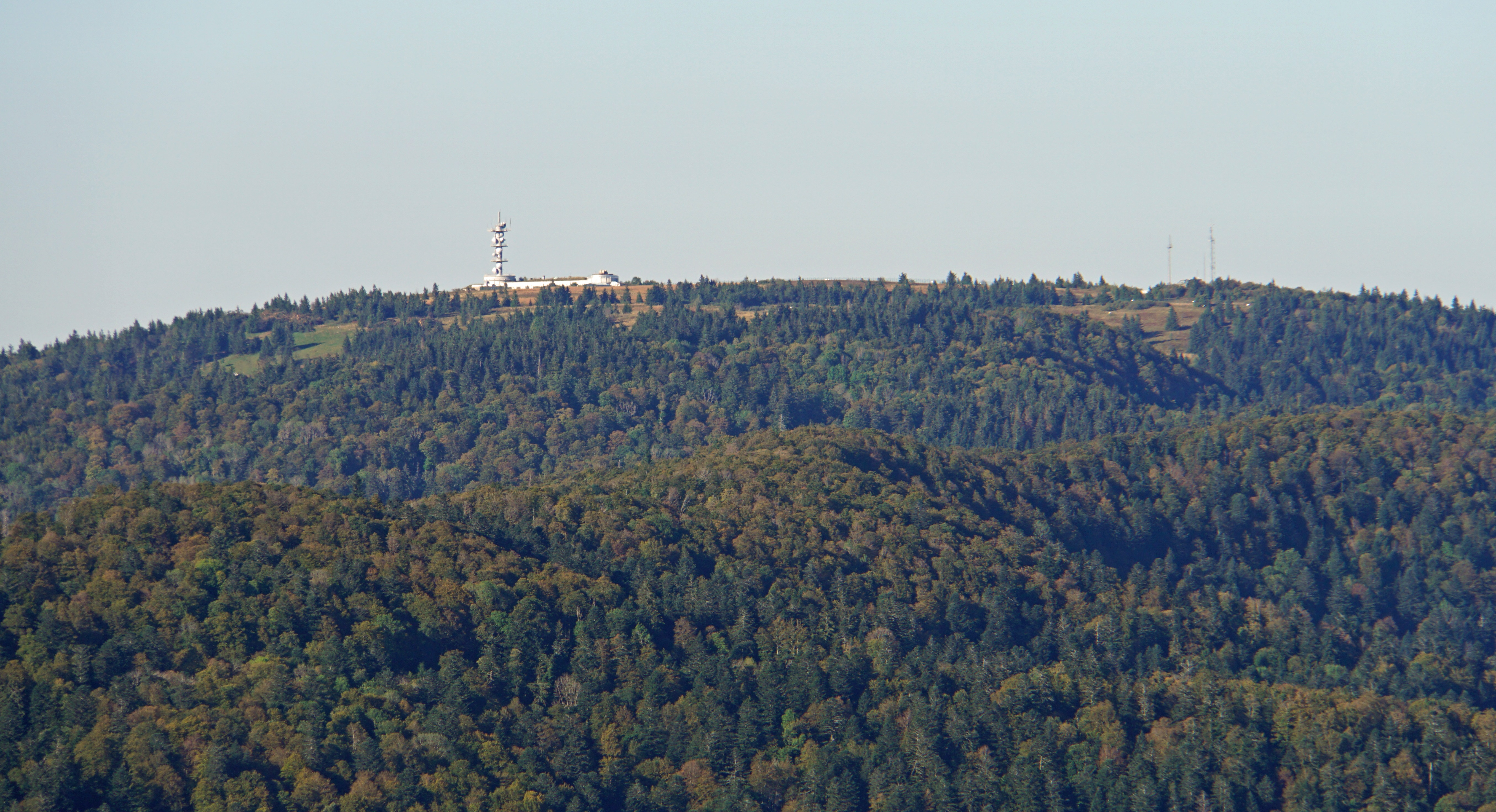
Le ballon de Servance.

### Géologie
La partie nord est formée, dans sa limite septentrionale par deux types de granite dit « des Ballons » et « des crêtes » mais elle reste majoritairement constituée par du Viséen. Les vallées de l'Ognon et du Rahin présentent un modelé glaciaire avec une forme en auge caractéristique d'une érosion provoquée par un important glacier. Celui-ci a laissé des moraines et des verrous.
La partie sud est dominée par un épais Permien (grès rouge et divers types d'argiles) à l'est recouvrant le bassin houiller stéphanien sous-vosgien exploité par les houillères de Ronchamp et de Mourière qui affleure au nord de Ronchamp et Champagney et qui s'enfonce jusqu'à plus d'un kilomètre de profondeur vers le sud avec une forme de coque de bateau. Différentes couches datées du Trias sont présentes à l'ouest, notamment le terrain du bassin houiller keupérien de Haute-Saône qui est constitué de grès, de marnes irisées, de dolomies de gypse, du fer, de sel gemme et de houille. Cette zone est marquée par la limite septentrionale du Jura plissé, ici constitué du Lias recouvert par le Dogger. Le pays de Lure, au centre-ouest est caractérisé par un dépôt d'alluvions du Quaternaire exploité pour ses granulats.

### Hydrographie
Les vallées sont traversées par des ruisseaux et des rivières prenant leur source dans les massifs montagneux (Ognon, Rahin, Breuchin, Combeauté, Lanterne, Raddon, Augronne, Semouse). Il existe plusieurs cascades comme le saut de l'Ognon (qui est une chute artificielle). L'énergie hydraulique fournie par ces cours d'eau fut utilisée par des différentes activités (moulins, scieries, verreries, forges, usines et mines).
Des étangs, lacs et tourbières marquent cette région naturelle, notamment dans la région des Mille étangs (formés par les glaciers il y a 12 000 ans) pour les plans d'eau d'origine naturelle mais modifiés par l'Homme et à Lure et Champagney pour les plans d'eau totalement artificiels (ballastières, gravières, sablières et réservoirs).

Les Mille étangs.
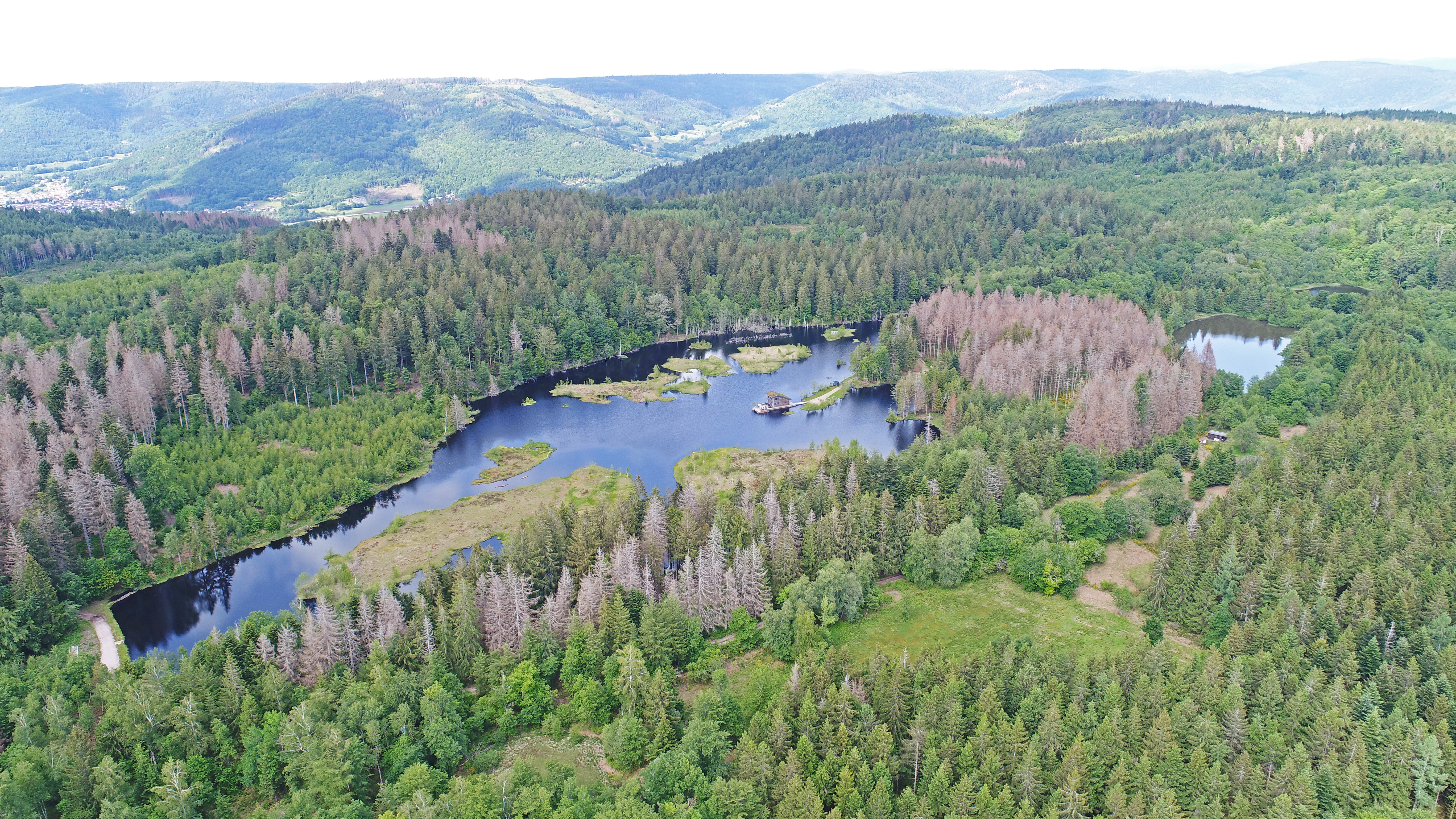
L'étang de l'Oranger à Corravillers.
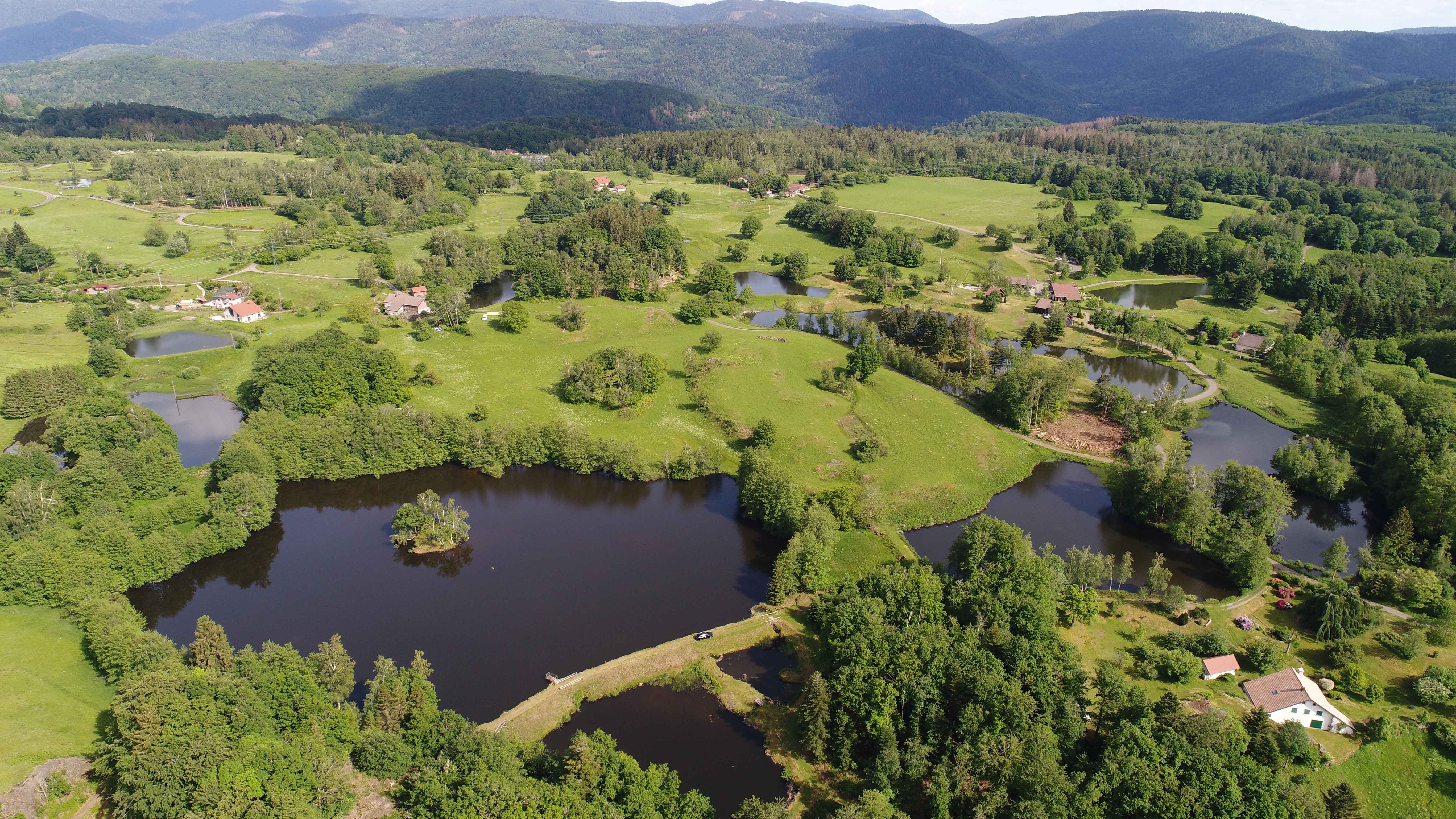
Des étangs de Servance-Miellin.
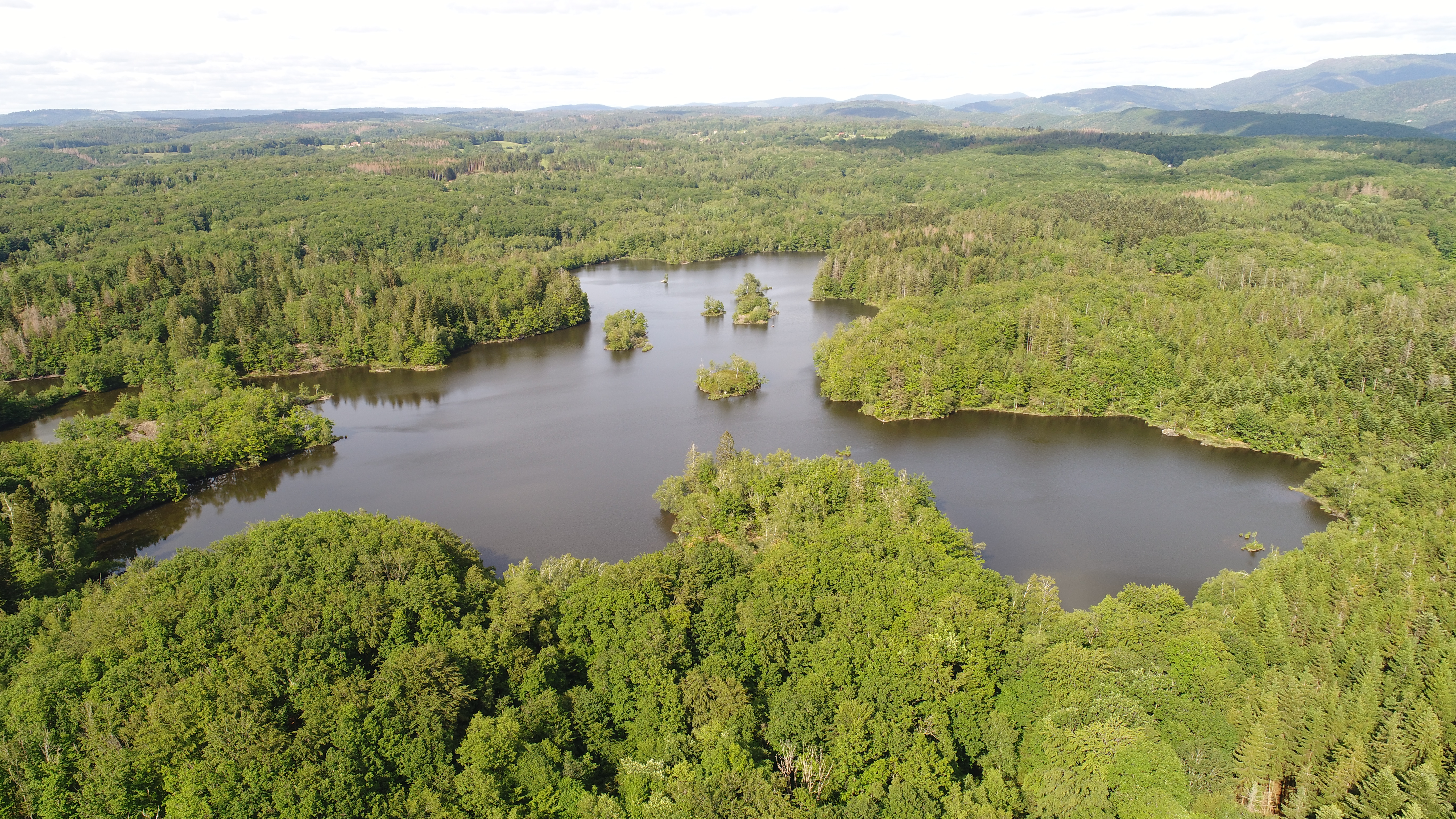
L'étang d'Arfin à Faucogney-et-la-Mer.

### Climat
Le secteur subit une triple influence, océanique, semi-continentale et montagnarde. Les températures hivernales sont très basses, et les hivers sont longs avec un enneigement relativement important tout comme la hauteur annuelle de précipitations. Les vents peuvent être soutenus, essentiellement d'ouest, frais et humides, et secondairement d'est ou de nord-est : la bise. Les phénomènes d'inversion de température sont fréquents en hiver dans la partie nord, pendant lesquels l'air froid s'accumule dans la vallée, sous un couvercle de brouillard, tandis que le relief émerge au soleil, dominant une mer de nuages, et jouissant de températures douces,,. Dans les zones les plus hautes (à partir de 500 m) et à mesure que l'on gagne en altitude, l'influence du climat montagnard se fait plus présente.

### Faune et flore
La région est couverte d'une forêt de feuillus comprise entre l'étage collinéen et l'étage montagnard du massif des Vosges. Les myrtilles (Vaccinium myrtillus) sont des fruits très répandus dans les Vosges saônoises.

## Histoire

### Abbayes et ermitages

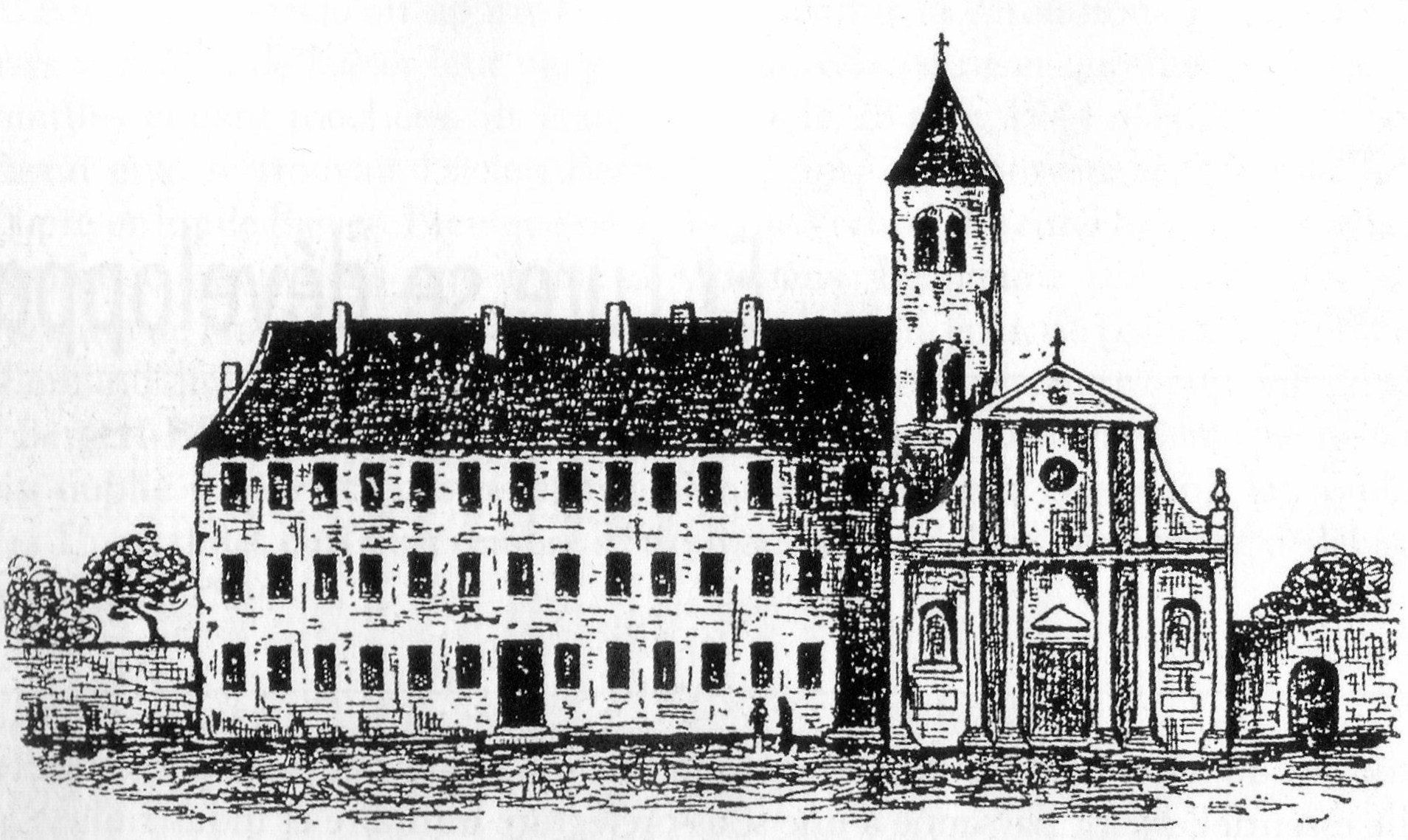
L'abbaye de Lure.

À la fin du VIe siècle, Saint Colomban s’installe à Annegray avec douze moines pour établir un ermitage. Le roi Childebert II lui offre les ruines du château de Luxeuil en 590. Le site devient alors l'abbaye de Luxeuil. En 613, l'abbaye de Lure est fondée par Saint Desle, disciple de Saint Colomban. Vers 620 Valbert s’intaille en ermite, dans une grotte située à quelques kilomètres au nord de l'abbaye de Luxeuil et donne son nom au village de Saint-Valbert construit à proximité. En 1563, la grotte est aménagée en chapelle.
Une autre abbaye est fondée à Bithaine au XIIe siècle. Le prieuré de Marast est fondé en 1123 par des moines de l'abbaye de Chaumousey (Vosges). Vers 1530, un ermite se serait installé sur le Mont de Vanne (auquel il a donné son nom), sur les hauteurs de Fresse. Une chapelle y est construite en 1681.

### Industries

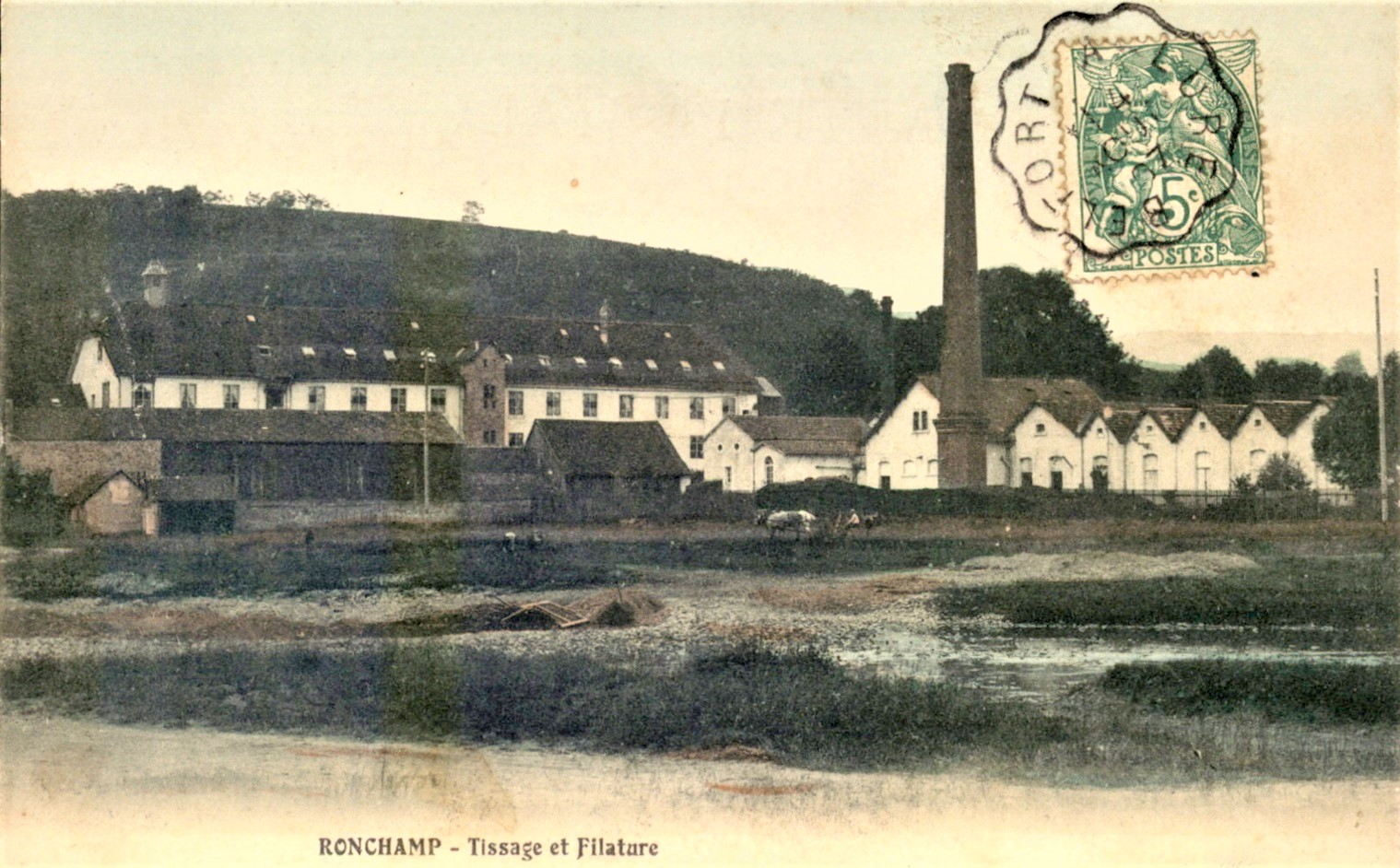
La filature de Ronchamp.

#### Papier et tissage
Du XVe au XIXe siècle, une quinzaine de papeteries sont en activité dans la vallée du Breuchin. Au XIXe siècle, l'industrie textile se développe fortement dans les vallées des Vosges saônoises (notamment à Mélisey) grâce à la mécanisation rendue possible grâce à la force motrice d'abord fournie par les cours d'eau, puis par le charbon extrait dans les houillères de Ronchamp qui alimente les machines à vapeur des nouvelles usines construites à l'écart des cours d'eau, et enfin par l'électricité produite par la centrale thermique de Ronchamp. L'industrialisation s'accentue à partir de 1872, à la suite de l'accueil des Alsaciens fuyant l’annexion de l’Alsace-Lorraine. Cette industrie va prospérer jusqu’au milieu du XXe siècle avant de lentement décliner.

#### Mines

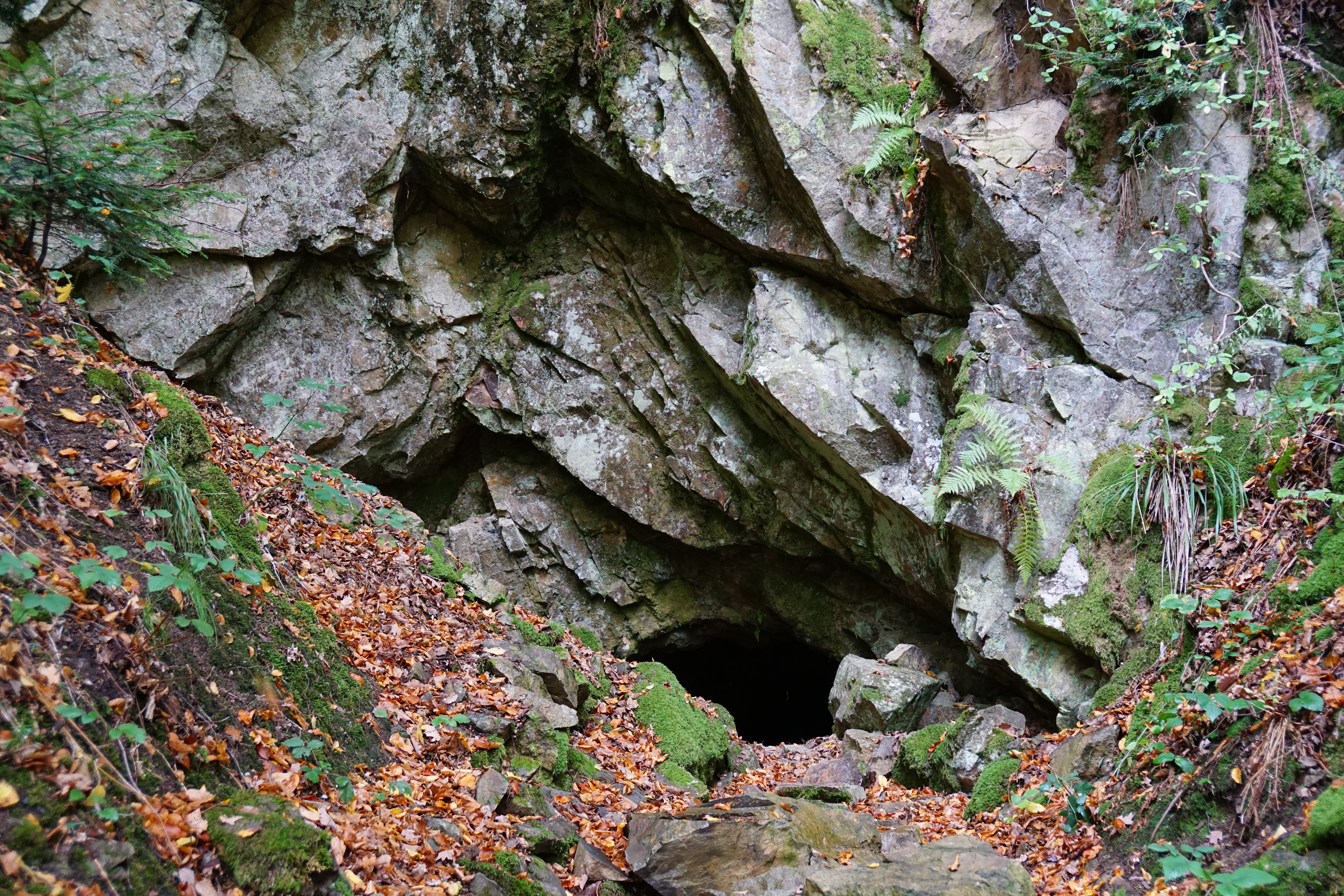
L'entrée d'une ancienne galerie de mine à Plancher-les-Mines.

Les Vosges saônoises sont particulièrement riches en métaux précieux. Des mines de plomb et d'argent sont exploitées à Faucogney au XVIe siècle. Des gisements de manganèse sont également exploités dans cette commune et celle d'Esmoulières jusqu’en 1936, ainsi que des filons de plomb argentifère, par intermittence, à Saint-Bresson. De la fluorine est extraite de 1959 à 1962. Les mines de la vallée de Saint-Antoine sont abondamment exploitées du XVe au XVIIIe siècle et sont définitivement abandonnées en 1930. Du fer est extrait à Servance, Saulnot et Fallon.

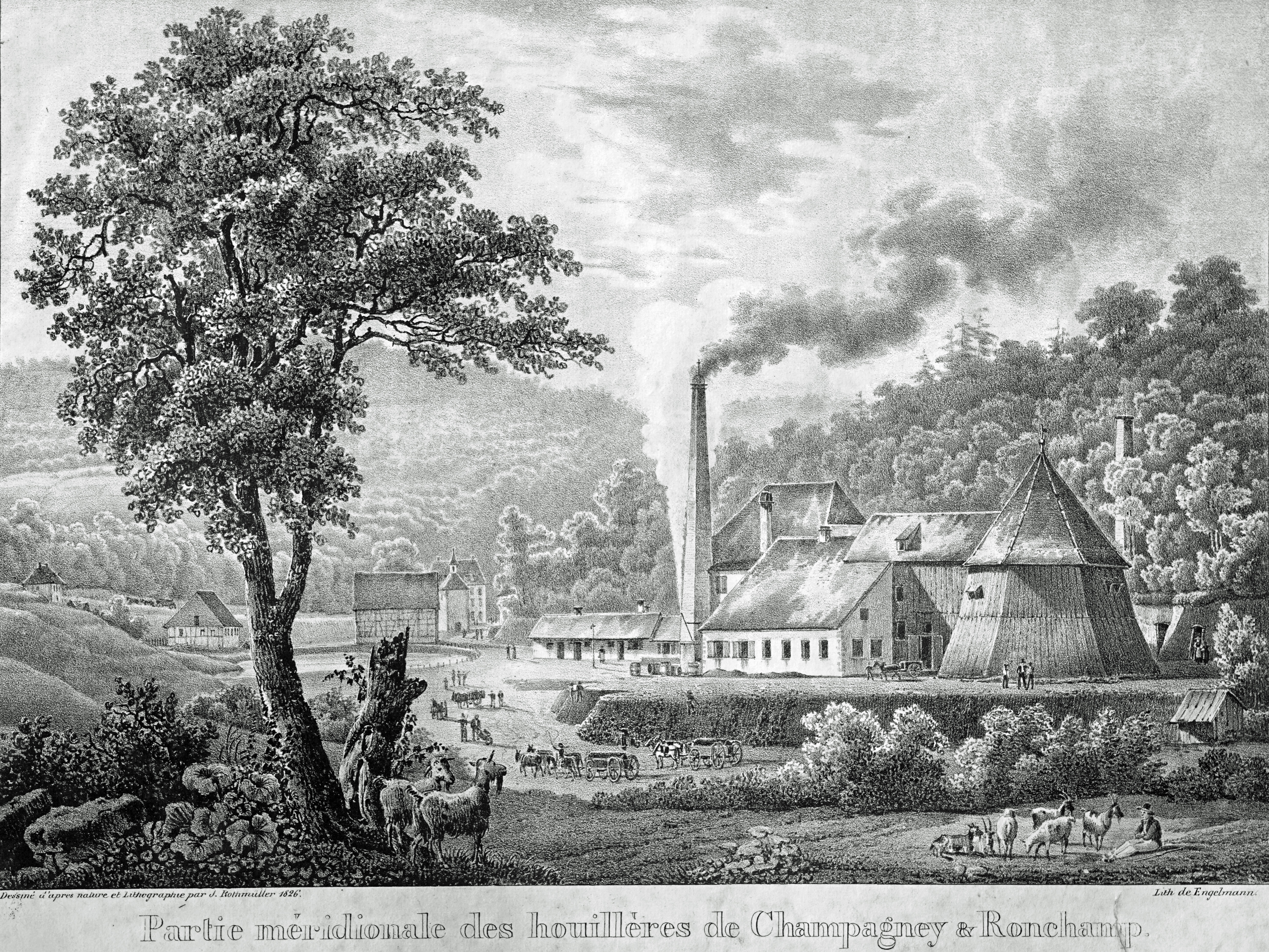
Le puits Saint-Louis, au pied des massifs.

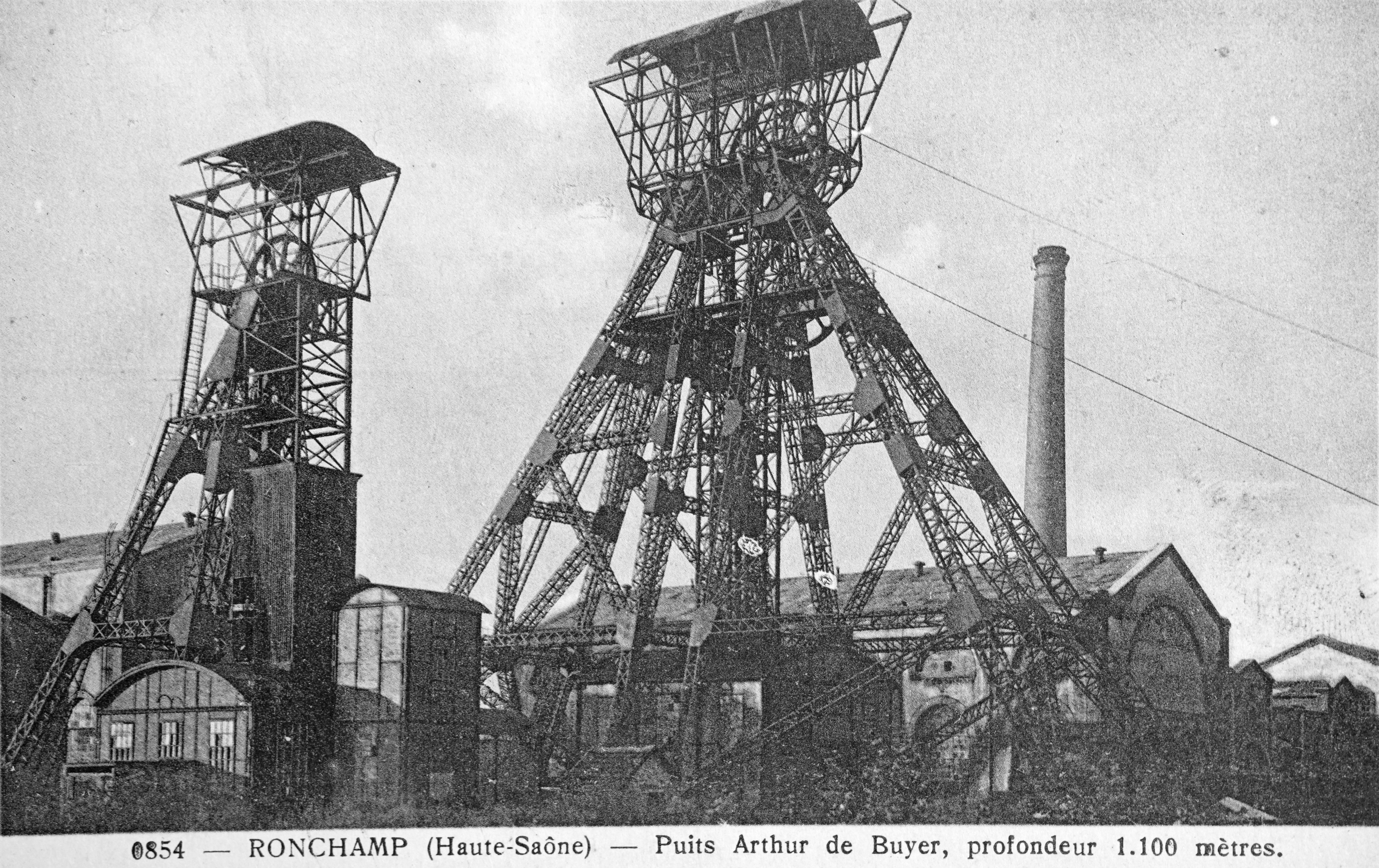
Le puits Arthur-de-Buyer.

Les seules mines industrialisées des Vosges saônoises sont les houillères de Ronchamp dont l'exploitation a démarré dans des galeries à flanc de coteau avant que ne soit creusé le puits Saint-Louis en 1810. Les couches de charbon s'enfonçant de plus en plus, les puits se succèdent et sont de plus en plus profonds jusqu'à ce que la compagnie finisse par creuser deux fois de suite le puits le plus profond de France ; le puits du Magny (694 mètres) en 1878 et le puits Arthur-de-Buyer (1 010 mètres) en 1900. En 1904, ce sont 246 798 tonnes de charbon qui sont extraites des houillères de Ronchamp. Un petit gisement situé près du hameau de Mourière est exploité entre 1844 et 1891 mais de façon artisanale dans des couches de faible épaisseur et de piètre qualité,.
Les mines de Ronchamp sont exploitées pendant plus de deux siècles, du milieu du XVIIIe siècle jusqu'au milieu du XXe siècle et ont profondément marqué le paysage avec leurs terrils, cités minières et puits de mine, mais aussi l'économie et la population locale (immigration polonaise et traditions minières notamment). Une forte camaraderie et une conscience de classe se développent, notamment avec l'arrivée des Fressais, qui favorisent plusieurs grèves et mouvements sociaux. L'une d'entre elles, survenue illégalement en janvier 1857, cause le renvoi de certains ouvriers. La compagnie veille d'ailleurs à étouffer tous les mouvements de protestation dans le bassin minier notamment par le renvoi des « meneurs » et favorise les réclamations individuelles. À l'inverse, le dialogue s'ouvre entre les employés et les administrateurs en 1890 lorsque les mineurs peuvent élire leurs délégués, chargés de défendre les droits ouvriers et de surveiller la sécurité du travail. Sur le plan culturel, les houillères ont apporté des associations artistiques de musique, danse, art, religion ainsi que des clubs sportifs (notamment l'Étoile sportive de Ronchamp). Les mines possèdent également une harmonie et favorisent le commerce de proximité,.

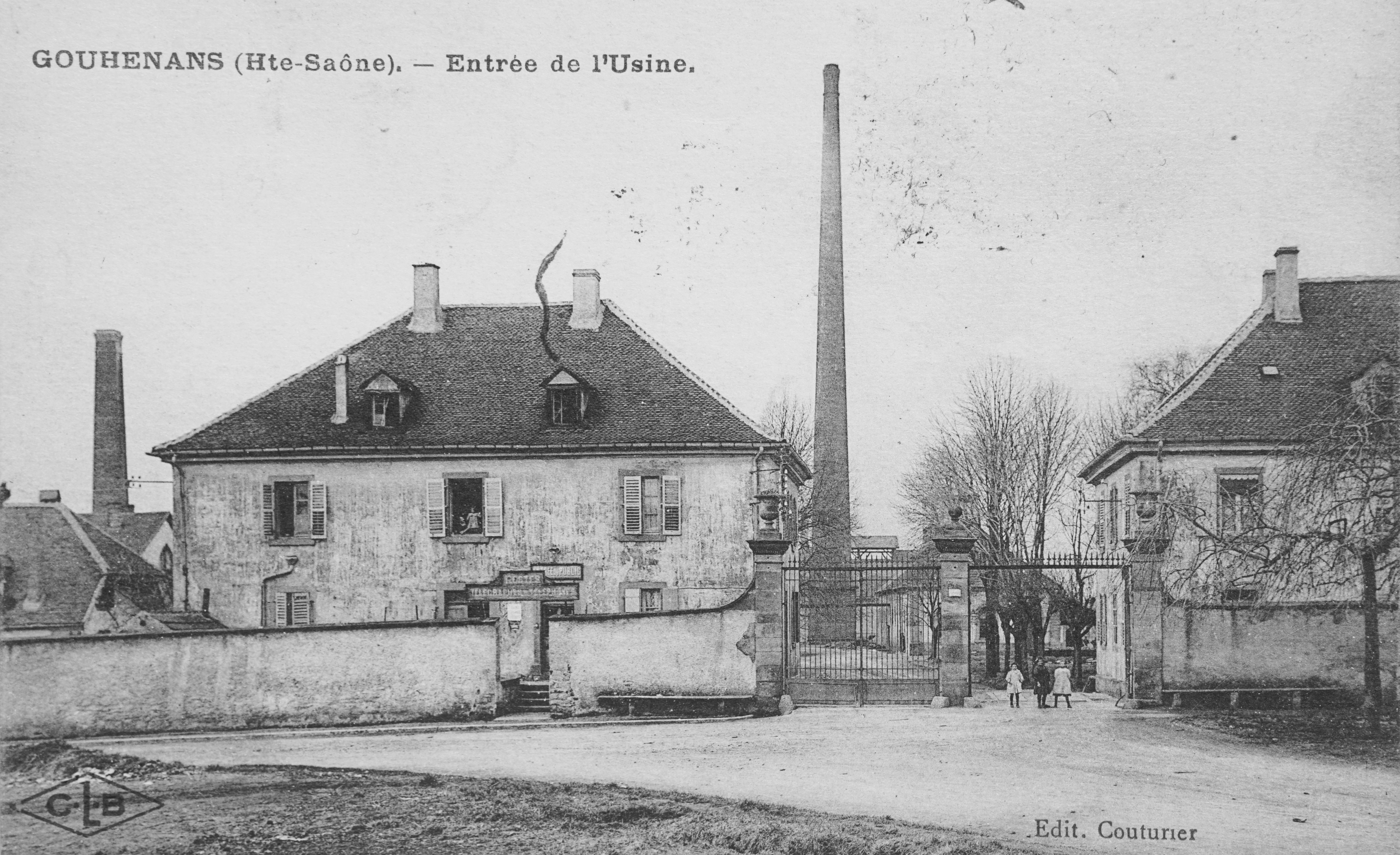
L'entrée de la saline de Gouhenans.

La découverte de la houille du bassin keupérien remonte à la fin du XVIe siècle. À cette époque, la Saulnère du Saulnot (seigneurie de Granges), utilise deux chaudières pour cuire la saumure, l'une chauffée à la houille et l’autre au bois. Les mineurs qui tirent la houille des montagnes sont payés en argent et en chandelles. Le bassin houiller keupérien est exploité entre la fin du XVIe siècle et le milieu du XXe siècle dans le sud du territoire des Vosges saônoises. Bien qu'il soit exploité plus longtemps et sur un plus grand territoire que le bassin minier de Ronchamp et Champagney, son influence économique et sociale est moindre, sa production étant plutôt artisanale et irrégulière. L'activité atteint son apogée au XIXe siècle en particulier à Gouhenans, où la pyrite et le sel gemme sont également exploités en grande quantité, permettant la production de verre et de produits chimiques.

#### Dentelle
La dentelle arrive en Haute-Saône à la Renaissance et connait une baisse d'activité pendant la Révolution. L'activité est relancée sous Napoléon et se développe considérablement entre les années 1850 et 1950 avec près de 300 sociétés et 50 000 dentellières dans tout le département, plus particulièrement autour des villes de Luxeuil et Lure. Ce travail était souvent un complément pour des femmes dont la famille avait de faibles revenus.

#### Verre

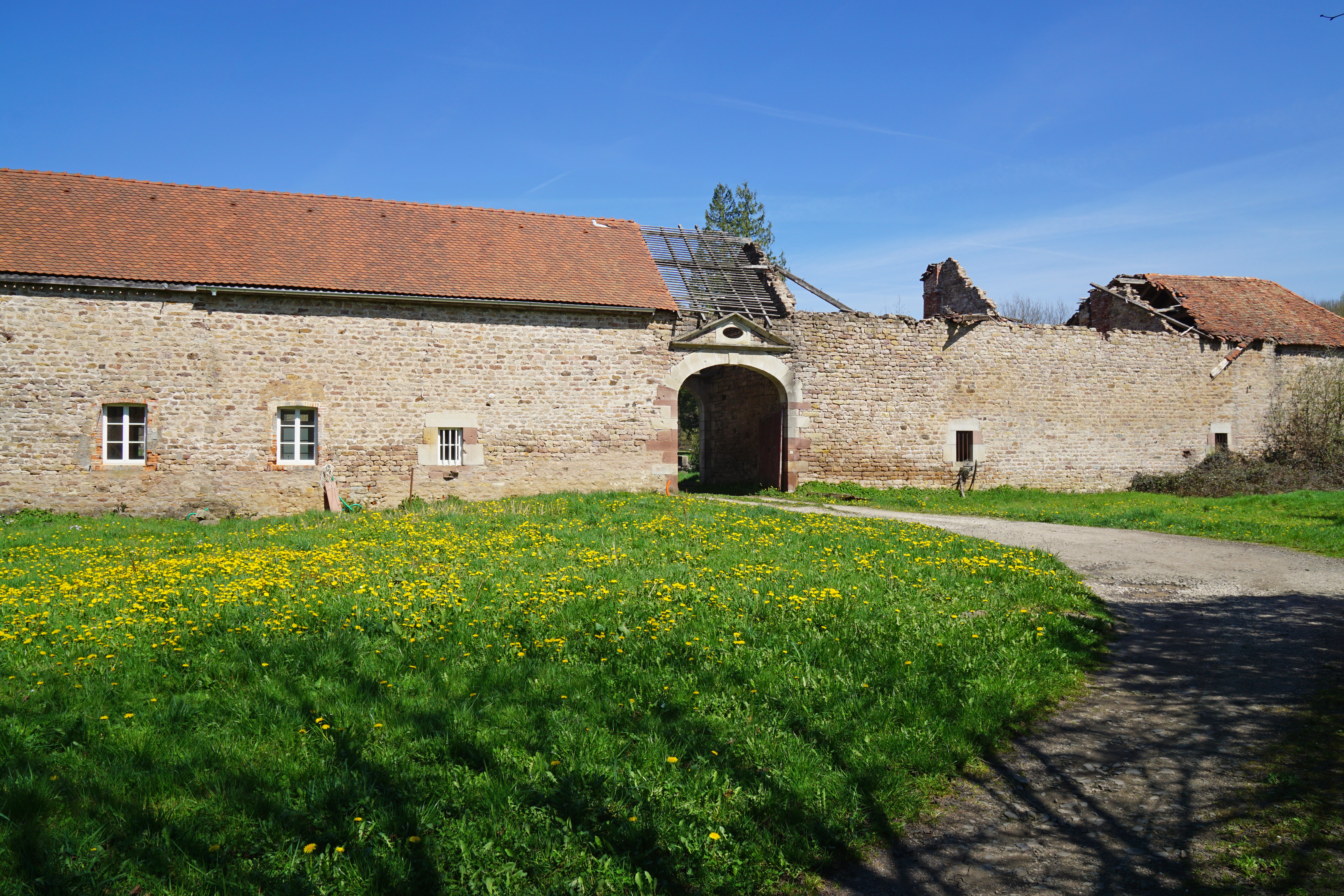
La verrerie de la Saulnaire.

À la fin du Moyen Âge, les forêts françaises sont surexploitées par les verriers et leur droit d'exploitation leur est retiré en raison de ces destructions. Une quarantaine de verriers des Vosges et de la vallée du Rhône s'installent en Franche-Comté, plus particulièrement dans les Vosges saônoises. Miellin compte la première verrerie en 1637, un autre atelier est construit un siècle plus tard. Une verrerie est ouverte en 1700 par la famille Grézely à Malbouhans. Celle-ci emploie une centaine de personnes et utilise le charbon de Ronchamp et celui de la concession de Mourière (appartenant au même industriel pendant plusieurs décennies). Elle ferme en 1890, n'ayant pas investi dans des laminoirs à vitre. Une seconde verrerie est créée en 1780 par Célestin Grezely au lieu-dit La Saulnaire, dont la production est vendue à Paris. À la même période, un autre établissement ouvre à Roye.

## Guerres
La région des Vosges saônoises est régulièrement le théâtre d'opérations militaires en raison de sa proximité avec la Trouée de Belfort : guerre de Trente Ans dont les combats franc-comtois sont appelés guerre de Dix Ans, guerre de Hollande, guerre franco-prussienne, Première Guerre mondiale et Seconde Guerre mondiale.

### Guerre franco-prussienne
La zone est marquée par la guerre franco-prussienne avec les batailles d'Héricourt, et de Villersexel mais aussi la proximité du Siège de Belfort.

### Seconde Guerre mondiale
Pendant la Seconde Guerre mondiale, plusieurs maquis s'établissent dans les forêts, les collines et les montagnes, notamment le maquis du Chérimont. Cette partie de la Haute-Saône est une étape stratégique lors de la Libération, pour les troupes alliées devant traverser la Trouée de Belfort. La progression est rapide sauf à Champagney où la situation stagne pendant 55 jours. En septembre 1944, un millier de maquisards se réfugient dans la forêt de la Planche des Belles Filles. Le 19 septembre, un assaut général est lancé sur la vallée,. 120 résistants du maquis de Plancher-Bas se regroupes également sur le Mont de Vanne, dans les ruines de l'ermitage.

## Politique et administration
La région constitue le pays des Vosges saônoises, une structure de regroupement de collectivités locales qui possède un SCOT. Elle correspond en grande partie à l'arrondissement de Lure.
Ses communes sont membres du parc naturel régional des Ballons des Vosges (syndicat mixte).

## Économie
Comme dans le reste du département, l'activité est essentiellement orientée vers l'industrie, l'agriculture et l'exploitation forestière. Le contexte rural favorise le développement de l'écotourisme.
La Base aérienne 116 Luxeuil-Saint Sauveur constitue le second employeur en termes d'effectifs du département.

## Patrimoine

### Naturel
Les deux principaux éléments du patrimoine naturel sont le massif des Vosges et la région des Mille étangs.
Réserves naturelles où sont protégées la faune et la flore :
- Réserve naturelle nationale des Ballons comtois
- Réserve naturelle régionale de la tourbière de la Grande Pile
- Parc naturel régional des Ballons des Vosges

### Bâti
Le patrimoine architectural est principalement constitué par les clochers comtois des églises, édifiés pour la plupart entre la fin du XVIIIe siècle et le milieu du XIXe siècle et par les fermes typiques des Vosges saônoises avec charri et chalot. Plusieurs monuments notables font aussi partie du patrimoine, le bassin de Champagney, la chapelle Notre-Dame-du-Haut, le chevalement du puits Sainte-Marie, le château d'Oricourt et le château de Villersexel. Les croix et calvaires des Vosges saônoises représentent l'art décoratif religieux,.

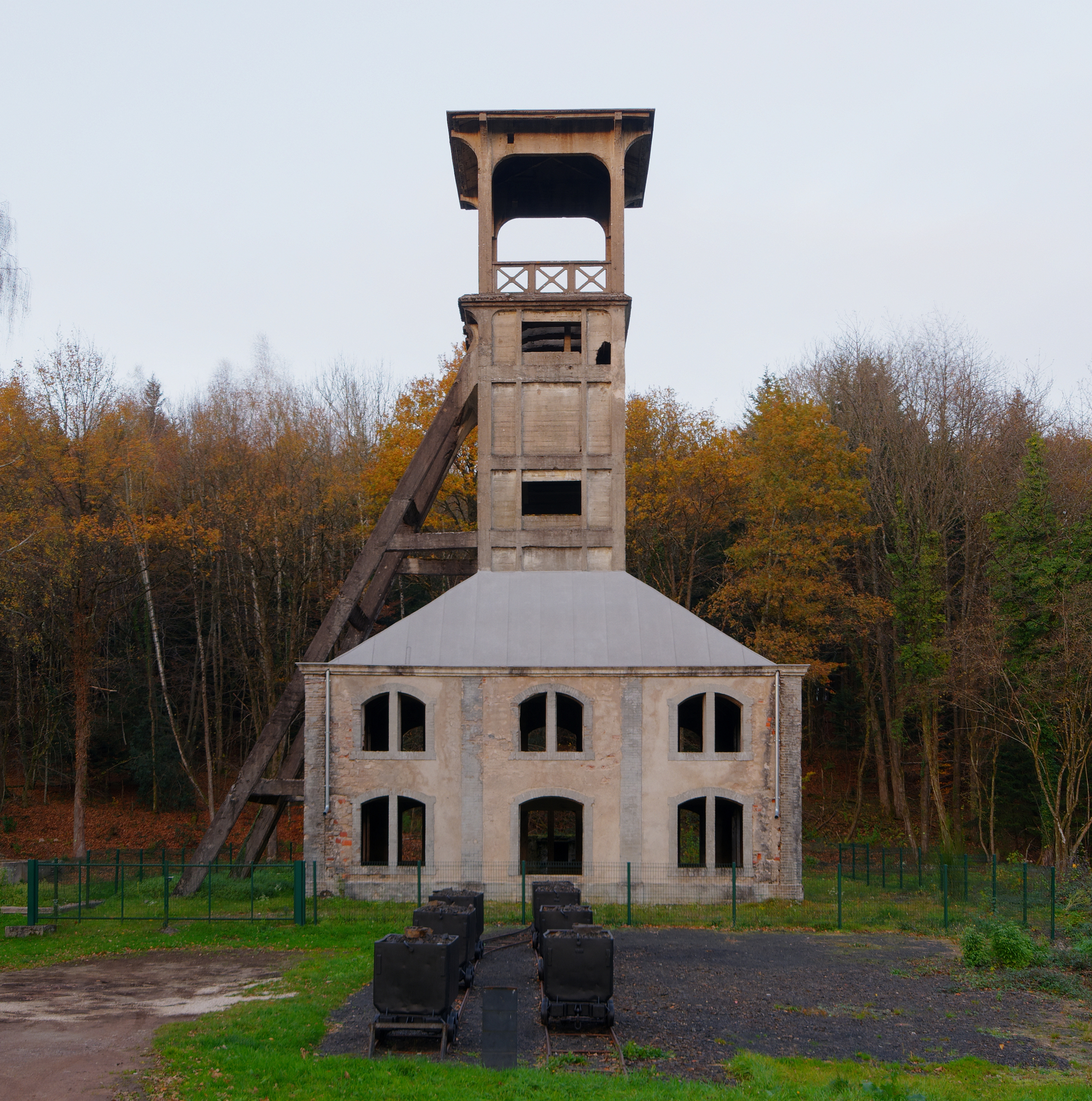
Le chevalement du puits Sainte-Marie.
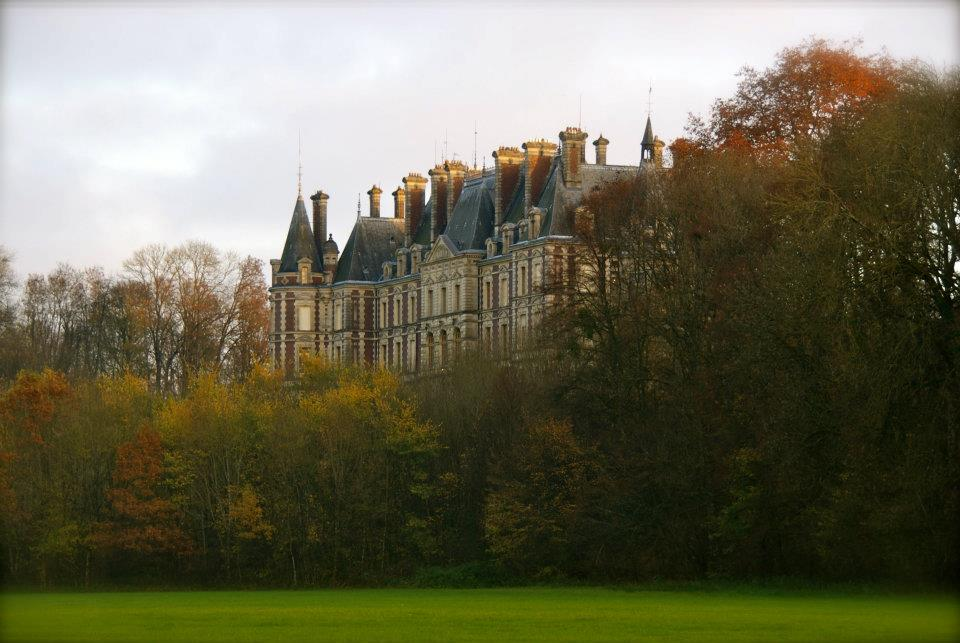
Le château de Villersexel.
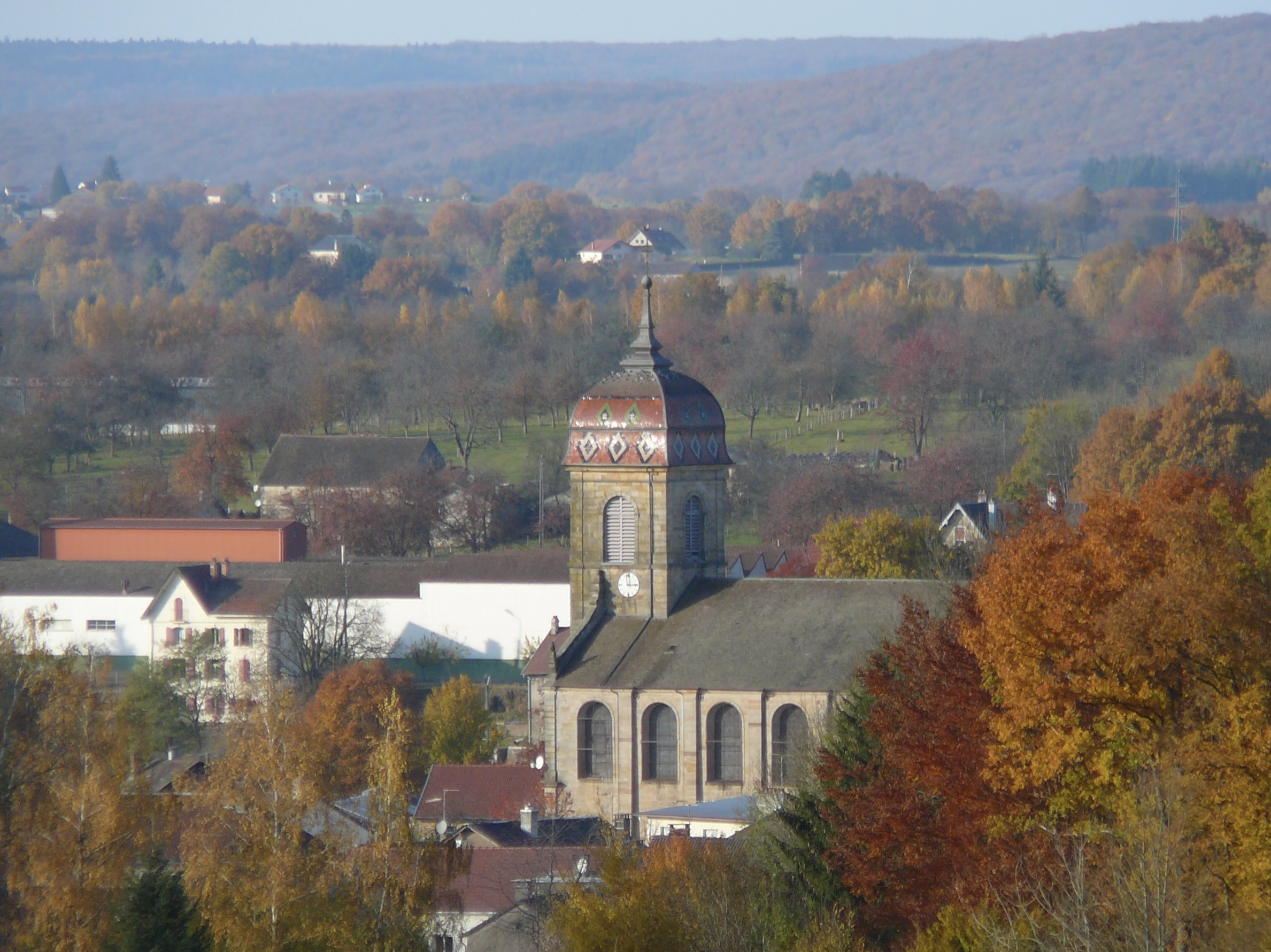
Le clocher comtois de Fougerolles.

### Culturel

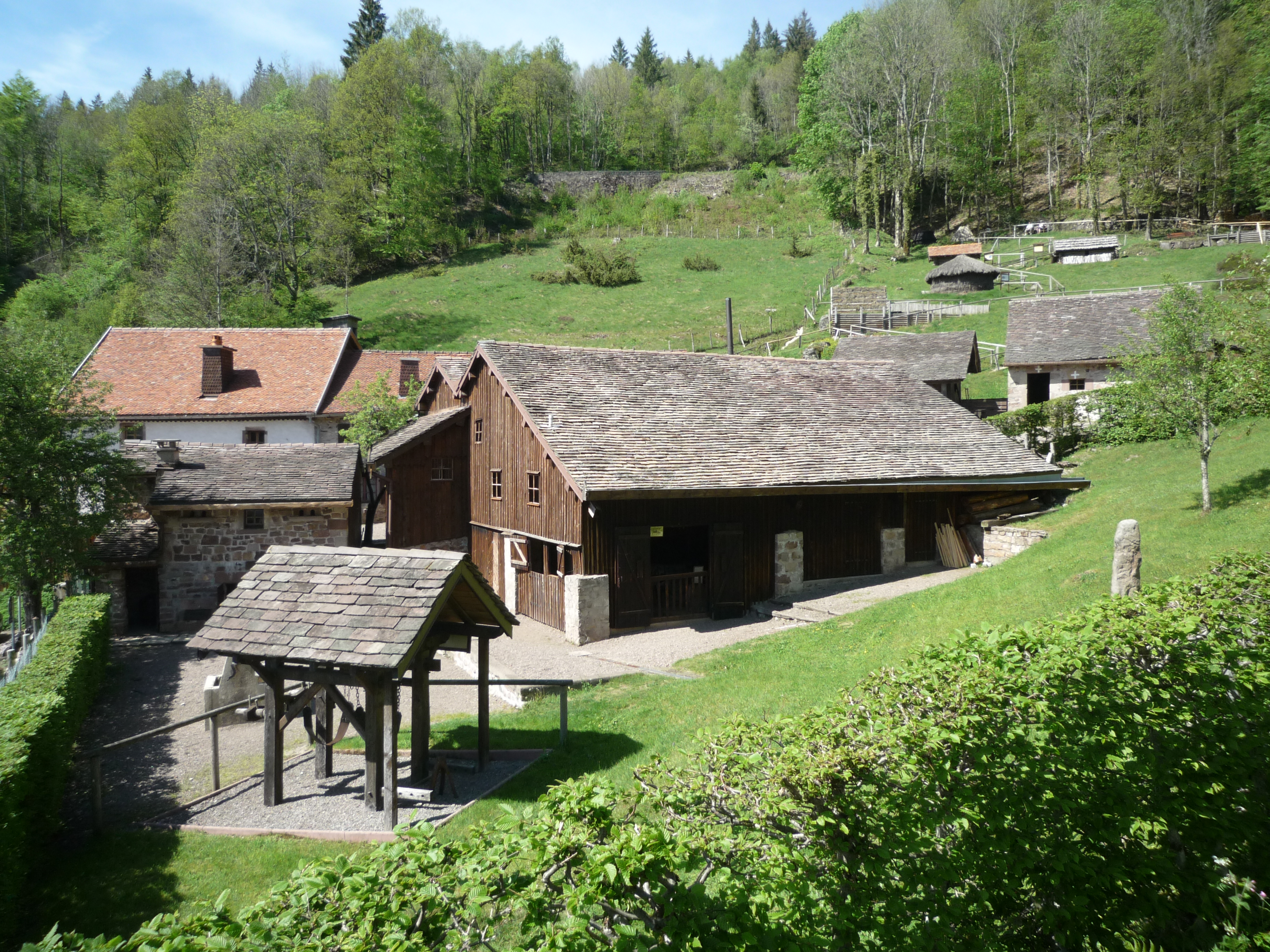
Parc du musée de la montagne.

La région des Vosges saônoises est le siège de plusieurs musées et écomusées. Le musée de la mine Marcel-Maulini aborde l'histoire des houillères de Ronchamp et l'immigration polonaise dans le bassin minier local. La Maison de la Négritude rappelle la rédaction du Vœu de Champagney en 1789 contre la pratique des traites négrières, l'esclavage des Noirs. L'écomusée du pays de la cerise de Fougerolles évoque la vie quotidienne en Haute-Saône au XIXe siècle ainsi que les techniques de distillation du kirsch, une activité initialement agricole devenue industrielle au XIXe. Le musée départemental de la montagne présente un ensemble typique d'habitations recréées dans un parc à Château-Lambert. Le musée de la tour des échevins, situé à Luxeuil-les-Bains, est le plus ancien musée archéologique de France (1673). Le territoire abrite également le musée de la fête foraine miniature à Plancher-les-Mines, le musée de Jonvelle et la fromagerie Roussey à Selles.

### Folklorique
Les trottes-vieilles font partie du folklore locale, plus particulièrement à Saulnot.
Il existe plusieurs confréries faisant la promotion du patrimoine culinaire, traditionnel et culturel : les « Gousteurs d'Eau de Cerise » organisent des foires autour des spécialités de Fougerolles et de la cerise, la Confrérie de la patate de Ronchamp organise la foire « Ronchamp a la patate », la Confrérie du jambon de Luxeuil organise également ce type de manifestation et enfin la Confrérie du Sapeur, à Lure se consacre au personnage de la bande dessinée, Les Facéties du sapeur Camember créée par Christophe.

### Gastronomique
La région compte plusieurs spécialités culinaires : le jambon de Luxeuil, le kirsch de Fougerolles, le gandeuillot et les griottines. La gastronomie est essentiellement issue de la cuisine franc-comtoise mais connait des influences de la cuisine lorraine et de la cuisine alsacienne, deux régions proches incluant le massif des Vosges.

## Sport
Le sport est essentiellement orienté vers la randonnée pédestre et cycliste, notamment avec le développement du cyclisme à la Planche des Belles Filles. La cyclosportive « Trans'Vosges Saônoises », organisée par la communauté de communes Rahin et Chérimont pour les professionnels et le grand public, a réuni 1 200 participants en 2015.

### Michel Bregnard,Les Vosges saônoises de A à Z
1. ↑  Michel Bregnard 2010, p. 29-33.
2. ↑  Michel Bregnard 2010, p. 35-37.
3. ↑  Michel Bregnard 2010, p. 13.
4. ↑  Michel Bregnard 2010, p. 5.
5. ↑  Michel Bregnard 2010, p. 6.
6. ↑  Michel Bregnard 2010, p. 9-10.
7. ↑  Michel Bregnard 2010, p. 7.
8. ↑  Michel Bregnard 2010, p. 8.
9. ↑  Michel Bregnard 2010, p. 11.
10. ↑  Michel Bregnard 2010, p. 117.
11. ↑  Michel Bregnard 2010, p. 118-120.
12. ↑  Michel Bregnard 2010, p. 105-106.
13. 1 2  Michel Bregnard 2010, p. 107-110.
14. ↑  Michel Bregnard 2010, p. 110-112.
15. ↑  Michel Bregnard 2010, p. 23-25.
16. ↑  Michel Bregnard 2010, p. 121.
17. ↑  Michel Bregnard 2010, p. 12.
18. ↑  Michel Bregnard 2010, p. 50-52.
19. 1 2  Michel Bregnard 2010, p. 72-79.
20. ↑  Michel Bregnard 2010, p. 86-90.
21. ↑  Michel Bregnard 2010, p. 18-22.

### Autres références
1. ↑  Cartes IGN consultées sur Géoportail.
2. ↑  « La colline de Bourlémont à travers les siècles », sur le site des Amis du Musée de la Mine de Ronchamp.
3. 1 2  « Montbéliard : carte géologique », sur ac-besancon.fr.
4. ↑  « Le Saut de l'Ognon », sur les-mille-etangs.com.
5. ↑  « Le Plateau des Mille Étangs », sur les-mille-etangs.com.
6. ↑  « Site d'un météorologue amateur local ».
7. ↑  [PDF] « La forêt du massif vosgien » [archive du 1er novembre 2013].
8. ↑  « Le massif des Vosges ».
9. ↑  « Le climat des Vosges », sur avuxon.fr (consulté le 2 octobre 2020).
10. ↑  L. Suchaux, La Haute-Saône : dictionnaire historique, topographique et statistique des communes du département, 1866 (lire en ligne), p. 57.
11. ↑  « Production et effectif des mines de Ronchamp » [PDF], sur abamm.org (consulté le 9 août 2015).
12. ↑  Jean-Jacques Parietti, Les Houillères de Ronchamp vol. II : Les mineurs, Noidans-lès-Vesoul, fc culture & patrimoine, 2010, 115 p. (ISBN 978-2-36230-001-1), p. 12, 90 et 92.
13. ↑  Marc Paygnard, La Haute-Saône guide découverte, Éditions Noires Terres, 2010, p. 16-17.
14. ↑  Alain Jacquot-Boileau, Partir pour l'Allemagne : L'itinéraire de Lucien Berthel du Chérimont à Bergen-Belsen 1944-1945, Vesoul, Éditions de Haute-Saône, 2001, 118 p., 20.5x50.5cm (ISBN 978-2-914425-00-1, lire en ligne).
15. ↑  Alain Jacquot-Boileau, « 55 jours sous les bombes - Champagney - témoignages » (consulté le 5 septembre 2015).
16. ↑  « Association des randonneurs ».
17. ↑  [PDF] « Sur les Traces du Maquis de la Planche des Belles Filles ».
18. ↑  « SCOT du pays des Vosges saônoises » [PDF], sur haute-saone.gouv.fr (consulté le 28 août 2015).
19. ↑  « Les croix des Vosges Saônoises ».
20. ↑  « Trans'Vosges Saônoises : 1200 participants, record battu ! », sur L'Est républicain, 7 juillet 2015.